# Javier Laynez Potisek
Javier Laynez Potisek (Torreón, Coahuila, 2 de julio de 1959) es un abogado y jurista mexicano y actual ministro de la Suprema Corte de Justicia de la Nación desde el 10 de diciembre de 2015. 

## Trayectoria
Es licenciado en Derecho por la Universidad Regiomontana y maestro en Administración Fiscal, maestro en Derecho Público y doctor en Derecho Público por la Universidad de París IX Dauphine.
Ha sido profesor de Derecho Administrativo, Derecho y Regulación, y Estructura Jurídica del Estado Mexicano, a nivel licenciatura y maestría, en el Colegio de México y en el Centro de Investigación y Docencia Económicas (CIDE), y ponente en distintos seminarios, cursos y conferencias en instituciones académicas, foros internacionales, e instituciones públicas.
Es autor de diversas publicaciones en las materias de Derecho Constitucional y Administración Pública.
Ha realizado y participado activamente en una serie de estudios en materia de derecho comparado, entre los que se destacan los sistemas jurídicos inglés, francés, estadounidense, argentino y chileno, relacionados con la implementación del nuevo Sistema Penal Acusatorio, lo que ha permitido poner sobre la mesa diversas reformas a la legislación penal en nuestro País con el objeto de crear una plataforma jurídica sólida que opere de manera práctica para el tratamiento de los delitos en materia fiscal y financiera.
El 10 de diciembre de 2015 es ratificado por el Senado de la República como Ministro de la Suprema Corte de Justicia de la Nación con 81 votos a favor.
Inició su carrera en el año de 1983, dentro de la Procuraduría Fiscal de la Federación, desempeñándose en aquel entonces como Abogado Hacendario, dando seguimiento a los juicios contenciosos ante el entonces Tribunal Fiscal de la Federación. Posteriormente pasó los siguientes cinco años en la ciudad de París, Francia, realizando sus estudios de Maestría y Doctorado.
Ingresó como director de Legislación y Normatividad en la otrora Secretaría de Programación y Presupuesto en el año de 1990; dentro de sus principales funciones estuvieron la elaboración de proyectos de iniciativas de ley, decretos y reglamentos en el ámbito de competencia de la Secretaría.
En 1992, asumió el cargo de director de Normatividad dentro de la Secretaría de Educación Pública, en el cual desempeño funciones hasta el año de 1994, destacándose entre ellas, la preparación e implementación del sistema de descentralización de la educación básica en el país.
En mayo de 2005 ingresó como titular de la Subprocuraduría Jurídica y Asuntos Internacionales de la Procuraduría General de la República, en donde como principales aciertos tuvo el litigar frente a la Suprema Corte de Justicia de la Nación los criterios necesarios para la implementación y respeto de los acuerdos internacionales bilaterales en materia de extradición, la promoción y seguimiento de juicios federales interpuestos por la Procuraduría General de la República en representación de la Federación, presidir el Comité de Profesionalización, encargado de la carrera policial y ministerial, con especial énfasis en capacitación y educación en materia de derechos humanos a agentes policiacos, así como participar en la elaboración y negociación de la Reforma Constitucional y Legal en materia de Narcomenudeo.
Javier Laynez Potisek fue Consejero Jurídico Adjunto del Ejecutivo Federal durante los sexenios de los presidentes Ernesto Zedillo Ponce de León y Vicente Fox Quezada en donde tuvo entre sus principales funciones ser miembro redactor de las iniciativas de reformas constitucionales y legales, en particular en materia de reforma integral al sistema de seguridad pública y de justicia, creación del Consejo de la Judicatura Federal y la implementación de controversias y acciones de inconstitucionalidad, así como participar en la redacción y negociaciones de la reforma constitucional para el reconocimiento de la jurisdicción de la Corte Penal Internacional.

## Procuraduría Fiscal de la Federación

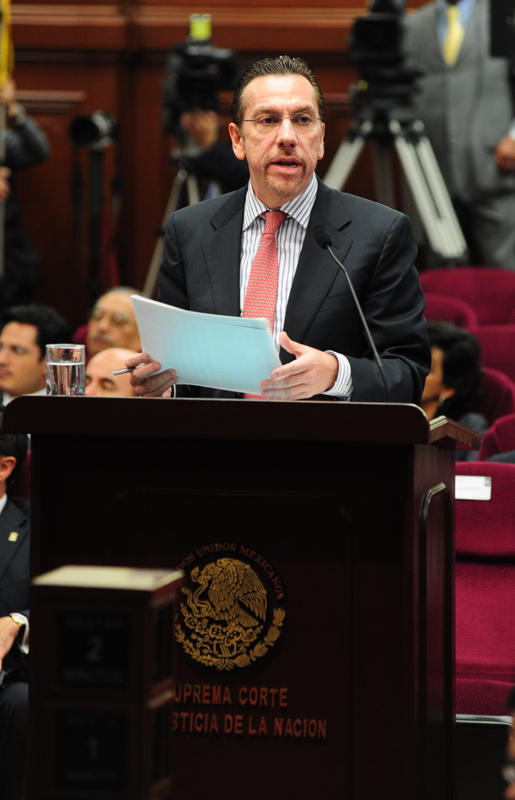
En 2011

En la parte legislativa destaca, fundamentalmente, la reforma energética así como la participación decisiva en la reforma de la Administración Pública, que propuso Felipe Calderón, compactando las estructuras administrativas.[cita requerida]
Bajo su gestión, se obtuvieron sentencias favorables en la Ley del Issste, teniendo más de 100,000 amparos ganados. En cuanto a la Ley del IETU, se obtuvo sentencia favorable en la primera instancia.[cita requerida]
En el caso de investigaciones en la parte penal, se incrementó el número de órdenes de aprehensión por delitos cometidos en contra del fisco dentro del ámbito de las atribuciones de dicha Procuraduría, al tiempo que le ha tocado litigar los asuntos penales financieros derivados de la crisis financiera internacional de 2008.[cita requerida]

## Docencia
Javier Laynez Potisek ha sido catedrático en distintas universidades de derecho e instituciones académicas en México dentro de las que destacan:
- Profesor de Derecho Administrativo I. Centro de Investigación y Docencia Económica (CIDE).
- Profesor de la Maestría en Gerencia Pública. Centro de Investigación y Docencia Económica (CIDE).
- Profesor de Estructura Jurídica del Estado Mexicano en la Maestría en Administración Pública. Centro de Investigación y Docencia Económica (CIDE).
- Profesor del Curso de Derecho Administrativo. Programa de Capacitación de Abogados Hacendarios del Servicio de Administración Tributaria (SAT).
- Profesor de Derecho Administrativo y Tributario. El Colegio de México.
- Profesor de Impuesto sobre la Renta. Colegio Nacional para la Educación Profesional.
- Profesor de Derecho Fiscal I (parte general) y Derecho Fiscal II (contencioso fiscal). Universidad Regiomontana, Facultad de Contaduría.
- Miembro del Consejo Asesor de la Maestría en Derecho Administrativo. Instituto Tecnológico Autónomo de México (ITAM).
- Miembro del Consejo Académico de la Carrera de Licenciatura en Derecho. Centro de Investigación y Docencia Económicas (CIDE).
- Ponente en distintos foros, seminarios, cursos y conferencias. : Universidad Nacional Autónoma de México (UNAM), Cámara de Diputados, Senado, Instituto Tecnológico Autónomo de México (ITAM), Servicio de Administración Tributaria (SAT), Departamento del Distrito Federal (DDF), Universidad Anáhuac.

## Distinciones
Javier Laynez Potisek a lo largo de su trayectoria se ha hecho acreedor a distintos merecimientos dentro de los que destacan:  
- Presea Isidro Fabela al Mérito Público; otorgada por la Federación Nacional de Abogados al Servicio de México, en julio de 1997.
- Condecoración de Honor, en Plata, otorgada por el Gobierno de la República de Austria, en agosto de 2005.
- Condecoración de San Raymundo de Peña Fort, otorgada por el Reino de España.

## Algunas publicaciones
- “No utilizar el amparo como instrumento de planeación fiscal”, mayo de 2009, Núm. 166, Vol. XXV.
- “Entre la reforma energética y el amparo fiscal”, Revista El Mundo del Abogado, Núm. 112, agosto de 2008.
- “Equilibrio entre los Poderes Ejecutivo y Legislativo. Gobernabilidad: nuevos actores, nuevos desafíos”, IBERGOB-MEXICO, Ed. Porrúa, Vol. II, México 2002.
- “La Suprema Corte de Justicia como Tribunal Constitucional: su impacto en la Administración Pública Federal”. Seminario: La Justicia Mexicana hacia el Siglo XXI. UNAM-Senado de la República, México 1997.
- “La Justicia Constitucional en materia Político-Electoral”. Seminario sobre Defensa y Protección de la Constitución. UNAM 1997.
- “La Consejería Jurídica del Ejecutivo Federal”. En la publicación Fortalecimiento del Estado de Derecho. FENASEM, México 1996.
- “La Desincorporación de Entidades Paraestatales: ¿Un retorno al Estado mínimo?” Memoria del Seminario Internacional sobre Redimensionamiento del Estado. INAP 1987.